# Kindpåsråttor
Kindpåsråttor (Geomyidae) är en familj i ordningen gnagare som förekommer i Nord- och Centralamerika.

## Kännetecken
Kindpåsråttor har särskilt små ögon och öron samt korta ben vid kroppen. Den korta svansen är naken och mycket känslig för beröring. Framtänderna ligger framför läpparna och de senare går att sluta utan mellanrum. Därför kan dessa djur använda tänderna för att gräva. Vid de främre extremiteterna finns fem robusta klor. Djurens längd ligger mellan 9 och 30 cm och svansen är 4 till 14 cm lång. Pälsen är vanligen svart-, grå- eller vitaktig.
Kindpåsråttor har stora fickor täckta av päls vid kinderna där de förvarar födan. Vikten varierar mellan 100 och 1000 g. Arterna har i varje käkhalva en framtand, ingen hörntand, en premolar och tre molarer.

## Utbredning
Utbredningsområdet sträcker sig från södra Kanada över USA och Mexiko till Panamas södra gräns. De flesta arter finns i Mexiko.
Arten Orthogeomys dariensis når dessutom norra Colombia.

## Levnadssätt
Kindpåsråttor lever så gott som hela livet under markytan. Bara i undantagsfall letar de på marken efter föda. Vid behov har de bra simförmåga. De gräver två olika sorters tunnlar. Tunnlar där de hittar föda ligger nära markytan och tunnlar där de bor och lagrar födan ligger djupt och har större utsträckning. Vid boets utgångar skapas jordhögar. Kindpåsråttor går inte i ide. I norra delen av utbredningsområdet gräver de tunnlar i snön under vintern. Flera arter kan springa bakåt i tunnlarna.
Födan består av underjordiska växtdelar som rötter och plugg. Dessa djur transporterar födan med kindpåsarna till olika förvaringsrummen. Deras fiender utgörs av grävande rovdjur som skunkar och nordamerikansk grävling. Olika snokar av släktet Pituophis följer kindpåsråttorna i deras tunnlar. På markytan kan de även falla offer för prärievargen eller för rovlevande fåglar.
Kindpåsråttor lever ensamma och förekommer bara under parningstiden i grupp. Träffas två vuxna individer utanför parningstiden strider de mot varandra. Honan föder per kull två till tio ungar. Ungarna stannar cirka två månader i moderns bo.

## Systematik
I äldre verk listades kindpåsråttor ofta i underordningen råttartade gnagare (Myomorpha) och nyare taxonomiska avhandlingar infogar familjen i underordningen Castorimorpha. De flesta zoologer räknar kindpåsråttor som självständig familj men McKenna och Bell klassificerar dem som underfamilj i familjen påsmöss (Heteromyidae). Allmänt erkänd är teorin att dessa två familjer är nära släkt med varandra och de sammanfogas därför i överfamiljen Geomyoidea. Den andra överfamiljen i underordningen Castorimorpha är bävrar. De tidigaste fossil härstammar från oligocen.
Familjen delas in i följande släkten:
- västliga kindpåsråttor (Thomomys), med 9 arter från södra Kanada till norra Mexiko.
- östliga kindpåsråttor (Geomys), med 10 arter från södra Kanada till centrala Mexiko.
- jättekindpåsråttor (Orthogeomys), med 11 arter från södra Mexiko till Panama.
- michoacan-kindpåsråtta (Zygogeomys), med en art i Mexiko.
- gula kindpåsråttor (Pappogeomys), med två arter i Mexiko.
- Cratogeomys, med 7 arter i södra USA och Mexiko.